# Challenger de Punta del Este 2025
El torneo Punta Open 2025 fue un torneo de tenis que perteneció al ATP Challenger Tour 2025 en la categoría Challenger 75. Se trató de la 5.ª edición. El torneo tuvo lugar en la ciudad de Punta del Este (Uruguay), desde el 21 hasta el 26 de enero de 2025 sobre pista de tierra batida al aire libre.

## Jugadores participantes del cuadro de individuales
| Preclasificado | País                 | Jugador                 | Rank1 | Posición en el torneo |
| 1              | Bandera de Argentina | Federico Coria          | 96    | Cuartos de final      |
| 2              | Bandera de Bolivia   | Hugo Dellien            | 123   | Primera ronda         |
| 3              | Bandera de Colombia  | Daniel Elahi Galán      | 128   | CAMPEÓN               |
| 4              | Bandera de Argentina | Juan Manuel Cerúndolo   | 139   | Primera ronda         |
| 5              | Bandera de Argentina | Marco Trungelliti       | 140   | Cuartos de final      |
| 6              | Bandera de Argentina | Román Andrés Burruchaga | 151   | Segunda ronda         |
| 7              | Bandera de Chile     | Tomás Barrios           | 152   | FINAL                 |
| 8              | Bandera de España    | Albert Ramos            | 159   | Primera ronda         |

- 1 Se ha tomado en cuenta el ranking del 13 de enero de 2024.

### Otros participantes
Los siguientes jugadores recibieron una invitación (wild card), por lo tanto ingresan directamente al cuadro principal (WC):
- Joaquín Aguilar Cardozo
- Franco Roncadelli
- Marco Cecchinato

Los siguientes jugadores ingresan al cuadro principal tras disputar el cuadro clasificatorio (Q):
- Mateus Alves
- Maxime Chazal
- Lautaro Midón
- Genaro Alberto Olivieri
- Renzo Olivo
- Juan Bautista Torres

## Campeones

### Individual Masculino
- Daniel Elahi Galán derrotó en la final a  Tomás Barrios por 5–7, 6–4, 6–4

### Dobles Masculino
- Gustavo Heide /  João Lucas Reis da Silva derrotaron en la final a  Facundo Mena /  Marco Trungelliti por 6–2, 6–3